# Narwal (Schiff)
Die Narwal war ein 1962 gebauter Hecktrawler, der bis 1975 zunächst unter belgischer, dann unter argentinischer Flagge fuhr. Während des Falklandkrieges 1982 nutzte die argentinische Marine den Trawler als Aufklärungsschiff, der infolge britischer Luftangriffe sank.

## Geschichte
Der Trawler wurde auf Bestellung des belgischen Fischereiunternehmens Maatschappij Voor Hoogzeevisserij aus Zeebrugge auf der Werft Beliard-Murdoch in Ostende unter der Baunummer 181 auf Kiel gelegt. Beim Stapellauf am 9. Dezember 1961 erhielt er den Namen Narwal. Er war der erste Hecktrawler in der belgischen Fischerei.
Die Reederei setzte den Trawler ab 1962 vor allem an den Küsten Afrikas zum Fischfang ein. Nachgewiesen sind Fahrten vor der Küste der damaligen portugiesischen Kolonie Angola und vor Namibia. Von 1968 bis 1970 war der Trawler aufgelegt. Im selben Jahr wurde er nach Argentinien verchartert, blieb aber unter belgischer Flagge. 1974 erfolgte dann der Verkauf an den argentinischen Eigner Compañía Sudamericana de Pesca y Exportación in Buenos Aires. Der Name Narwal wurde beibehalten.
Für den Falklandkrieg requirierte die argentinische Marine den Trawler im April 1982. Als Kommandant wurde ein Marineoffizier eingesetzt, ansonsten blieb die zivile Mannschaft an Bord. Die Narwal hatte die Aufgabe, Beobachtungen über britische Schiffe sowie Flugzeuge zu melden und zusammen mit anderen Trawlern elektronische Aufklärung zu betreiben. Nach argentinischen Angaben operierte der Trawler ab 26. April 1982 in der von den Briten verhängten Maritimen Ausschlusszone; die Briten entdeckten das Schiff am 30. April 1982.
Am 9. Mai 1982 entdeckten zwei Hawker Siddeley Harrier des Flugzeugträgers Hermes den Trawler nach einem Radarkontakt. Da sie ihre Bomben über Stanley wegen einer Wolkendecke nicht abwerfen konnten, griffen sie das Schiff an. Eine der Bomben traf die Narwal, explodierte jedoch nicht aufgrund der geringen Abwurfhöhe. Zwei weitere dazugekommene Harrier beschossen den Trawler und beschädigten ihn durch Kanonenfeuer. Bei dem Angriffen starb ein Matrose. Anschließend enterten Spezialeinheiten des Special Boat Service das Schiff von Hubschraubern und nahmen das Schiff in Besitz und die Mannschaft gefangen. Am folgenden Tag sank die Narwal im Schlepp während eines Sturms (52° 45′ S, 58° 2′ W). Die argentinische Mannschaft wurde mit dem Hospitalschiff Hecla am 2. Juni nach Montevideo gebracht, von wo sie nach Argentinien zurückkehrte.

## Technische Daten
Die Länge des Trawlers betrug 70,4 Meter, sie war 11,6 Meter breit und wies einen Tiefgang von 5,2 Metern auf. Ihre Tonnage betrug 1398 BRT bzw. 705 NRT bei einer Verdrängung von 1199 Tonnen. Der Antrieb bestand aus zwei MAN-Dieselmotoren, die 2330 PS erzielten und auf eine Schraube wirkten. Sie ermöglichten eine Geschwindigkeit von 14,0 Knoten. Die Mannschaft bestand bei der letzten Fahrt aus 24 Mann.